# Ranunculus alpestris
Il ranuncolo alpestre (nome scientifico: Ranunculus alpestris L., 1753) è una pianta appartenente alla famiglia delle Ranunculaceae, abitatrice delle alte valli alpine.

## Etimologia
Il nome generico (Ranunculus), passando per il latino, deriva dal greco Batrachion, e significa "rana" (è Plinio scrittore e naturalista latino, che c'informa di questa etimologia) in quanto molte specie di questo genere prediligono le zone umide, ombrose e paludose, habitat naturale degli anfibi. L'epiteto specifico (alpestris) derivato dal latino si riferisce all'habitat tipico di questa specie.

Il binomio scientifico attualmente accettato (Ranunculus alpestris) è stato proposto da Carl von Linné (1707 – 1778), biologo e scrittore svedese, considerato il padre della moderna classificazione scientifica degli organismi viventi, nella pubblicazione Species Plantarum del 1753.

## Descrizione

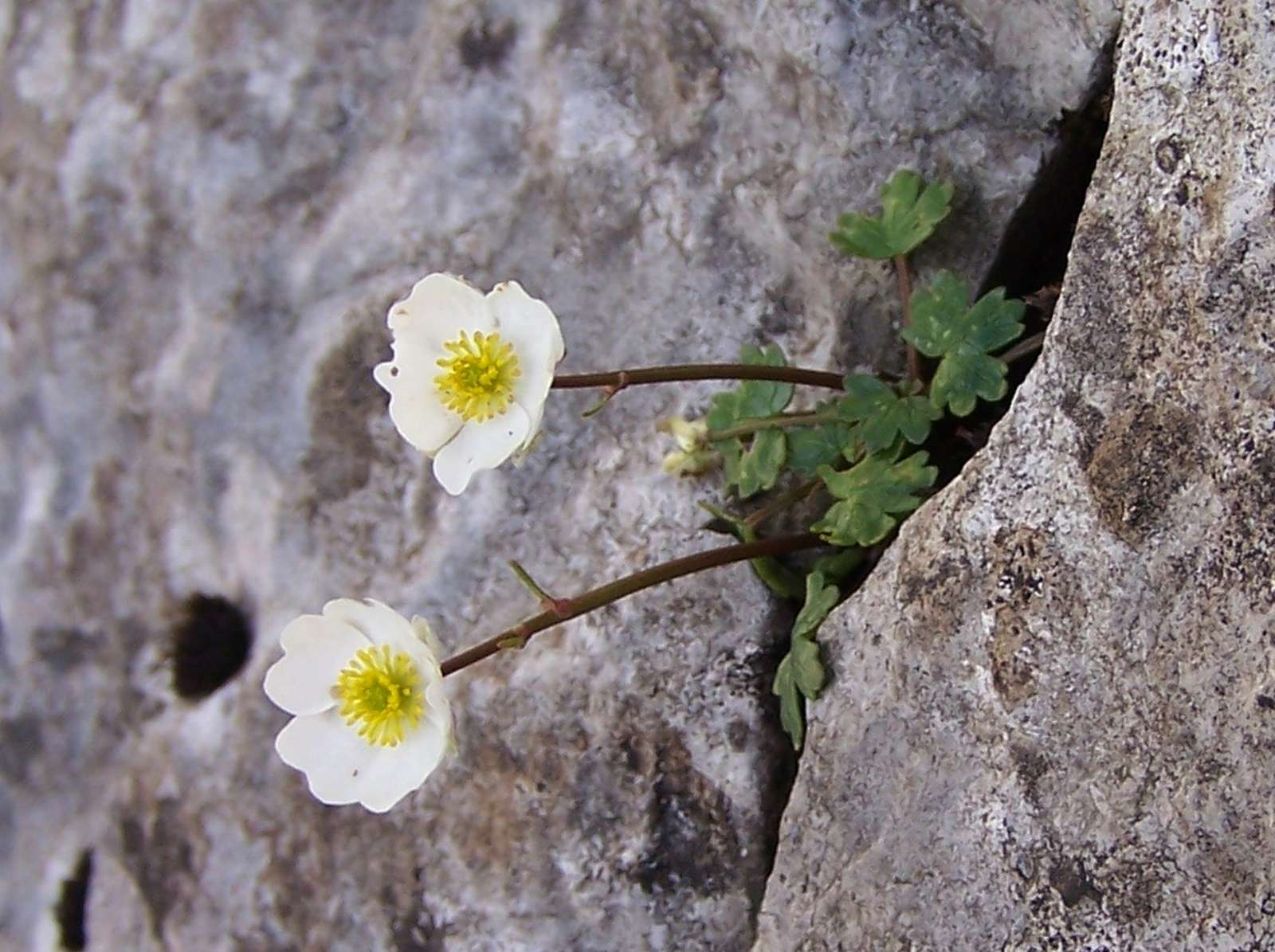
Il portamento

È una piccola pianta perenne ed erbacea terrestre. L'altezza media oscilla fra 3 e 6 cm (massimo 15 cm). Da un punto di vista biologico è definita emicriptofita scaposa (H scap), ossia una pianta con gemme svernanti al livello del suolo e protetta dalla lettiera o dalla neve; inoltre è dotata di un asse fiorale eretto con poche foglie. Tutta la pianta è priva di cellule oleifere.

### Radici
Le radici sono a forma fascicolata.

### Fusto
- Parte ipogea: praticamente assente.
- Parte epigea: non esiste un fusto vero e proprio in quanto scapi fiorali e foglie sono tutte radicali. Questi elementi sono tutti glabri.

### Foglie

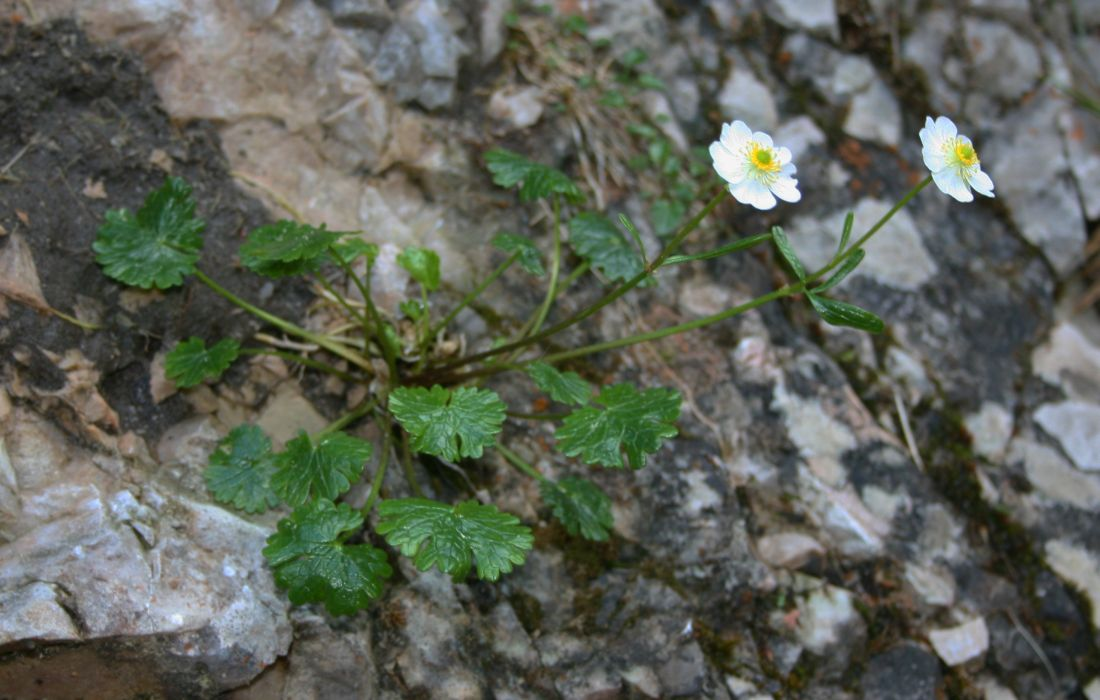
Le foglie

- Foglie basali: praticamente sono presenti solo foglie basali con picciolo. La forma è più o meno poligonale (o reniforme) e palmato-partita, ossia la lamina è divisa in più segmenti; 3 o raramente 5 segmenti con profondità dell'incisione a 2/5 o al massimo a 3/5 della lamina; ogni segmento a sua volta è crenato o debolmente lobato in 3 – 5 denti profondi. La consistenza delle foglie è un po' carnosa. Lunghezza del picciolo: 2 – 4 cm. Dimensione della lamina fogliare: larghezza 3 cm; lunghezza 2 cm.
- Foglie cauline: se sono presenti si tratta di brevi lacinie; raramente triforcate.

### Infiorescenza

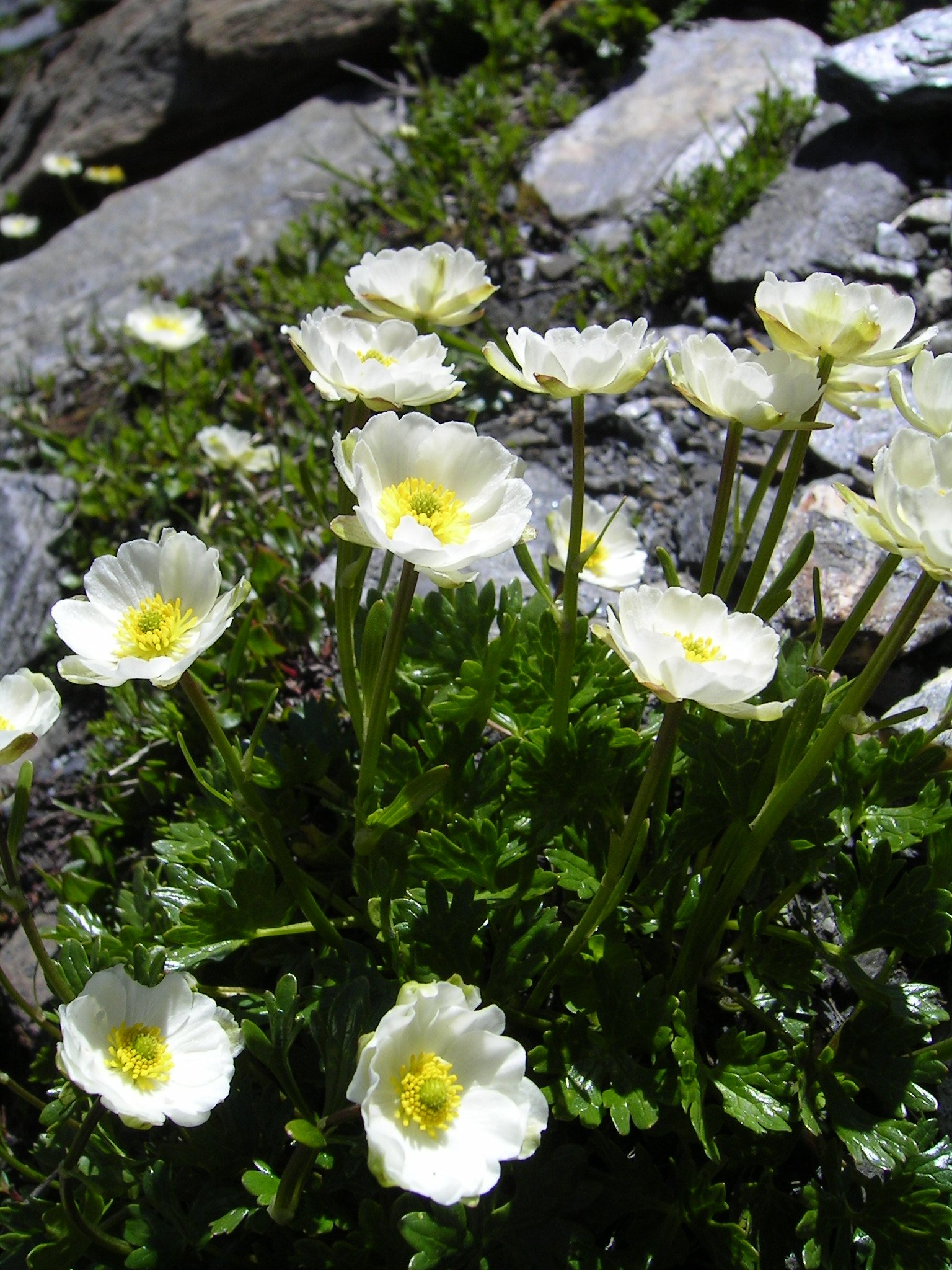
Infiorescenza

L'infiorescenza si compone di scapi fiorali radicali generalmente uniflori. Ogni pianta si presenta con un unico fiore (raramente 2 – 3).

### Fiore

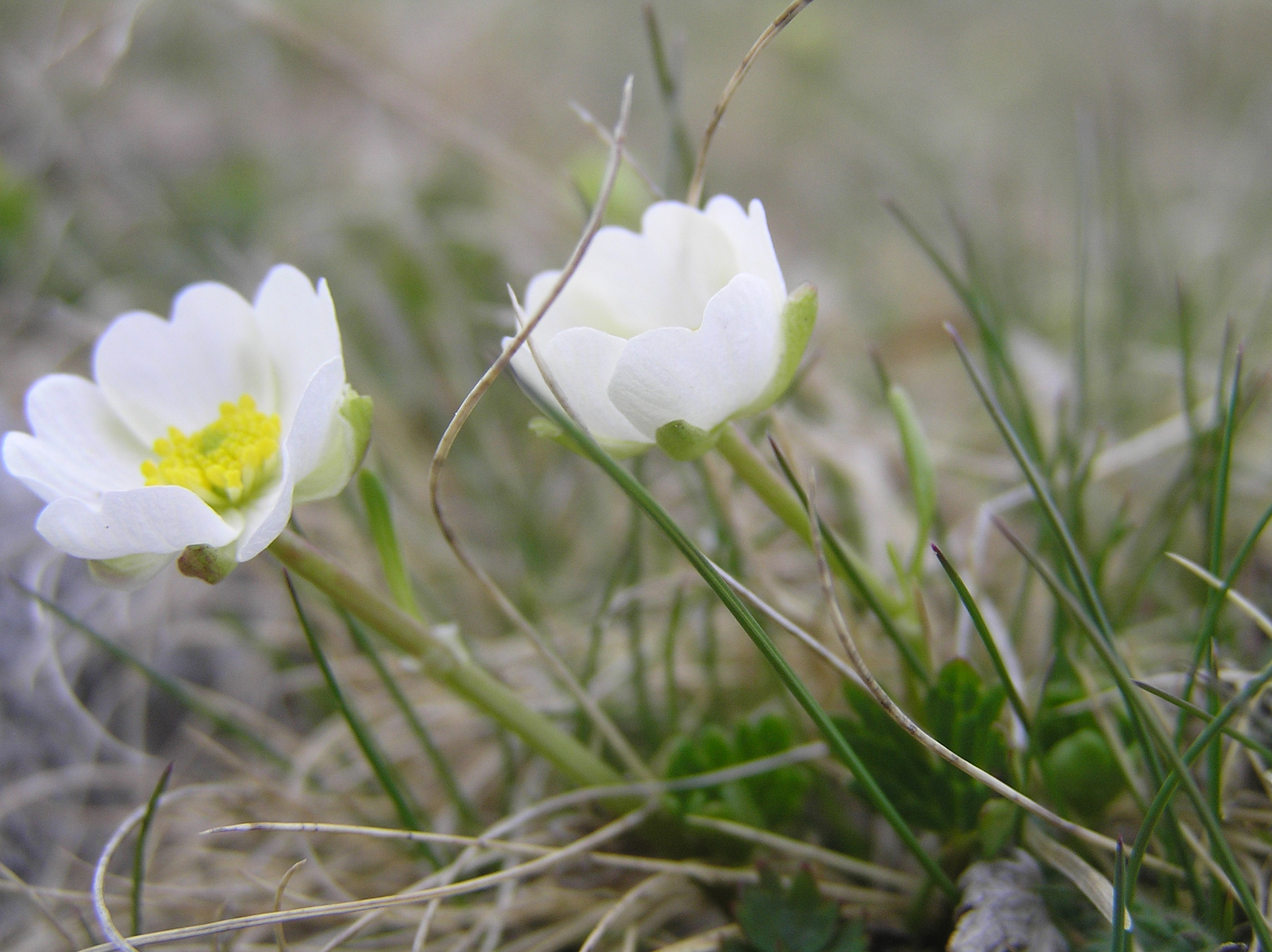
I fiori

I fiori sono ermafroditi, emiciclici e attinomorfi. I fiori sono di tipo molto arcaico anche se il perianzio(o anche più esattamente il perigonio) di questo fiore è derivato dal perianzio di tipo diploclamidato (tipico dei fiori più evoluti), formato cioè da due verticilli ben distinti e specifici: sepali e petali. Il ricettacolo (supporto per il perianzio) è glabro. Dimensione del fiore: 20 – 25 mm.
- Formula fiorale: per queste piante viene indicata la seguente formula fiorale:

* K 5, C 5, A molti, G 1-molti  (supero), achenio
- Calice: il calice è formato da 5 sepali glabri, verdi a disposizione embricata. In realtà i sepali sono dei tepali sepaloidi[6]. Alla fioritura sono disposti in modo patente ed appressati ai petali; poi sono caduchi.
- Corolla: la corolla è composta da 5 petali di colore bianco; la forma è “cuoriforme” o obcordata, retusi all'apice; sono inoltre lievemente embricati e a forma di coppa. Alla base dal lato interno è presente una fossetta nettarifera (= petali nettariferi di derivazione staminale). In effetti anche i petali della corolla non sono dei veri e propri petali: potrebbero essere definiti come elementi del perianzio a funzione vessillifera[7].
- Androceo: gli stami, inseriti a spirale nella parte bassa sotto l'ovario, sono in numero indefinito e comunque più brevi dei sepali e dei petali; la parte apicale del filamento è lievemente dilatata sulla quale sono sistemate le antere bi-logge, di colore giallo a deiscenza laterale. Al momento dell'apertura del fiore le antere sono ripiegate verso l'interno, ma subito dopo, tramite una torsione, le antere si proiettano verso l'esterno per scaricare così il polline lontano dal proprio gineceo evitando così l'autoimpollinazione. Il polline è tricolpato (caratteristica tipica delle Dicotiledoni).
- Gineceo: l'ovario è formato da diversi carpelli liberi uniovulari; sono inseriti a spirale sul ricettacolo; gli ovuli sono eretti e ascendenti. I pistilli sono apocarpici (derivati appunto dai carpelli liberi) con la parte basale (il carpello) verde chiaro quasi trasparente.
- Fioritura: da giugno ad agosto.

### Frutti
Il frutto (un poliachenio) è formato da diversi acheni aggregati. Gli acheni sono lisci, appiattiti, compressi e con un rostro o becco apicale lungo meno di ¼ dell'achenio (= achenio a becco breve); il rostro è dritto. Ogni achenio contiene un solo seme. Insieme formano una testa sferica posta all'apice del peduncolo fiorale. Dimensione degli acheni: 1,5 – 2 mm. Dimensione del frutto: larghezza 4 mm; lunghezza 5 mm.

## Riproduzione
La riproduzione di questa pianta avviene per via sessuata grazie all'impollinazione degli insetti pronubi (soprattutto api) in quanto è una pianta provvista di nettare (impollinazione entomogama).

## Distribuzione e habitat
- Geoelemento: il tipo corologico (area di origine) è Orofita – Sud Europeo.
- Distribuzione: questa pianta in Italia si trova solo nelle Alpi. All'estero è presente sui versanti nord delle Alpi, nel Massiccio del Giura, Pirenei e Carpazi.
- Habitat: l'habitat di questo ranuncolo sono le vallette nivali di alta quota; ma anche sui ghiaioni, morene, pietraie e praterie rase alpine e subalpine. Il substrato preferito è calcareo con pH neutro-basico e terreno a bassi valori nutrizionali mediamente umido.
- Distribuzione altitudinale: sui rilievi queste piante si possono trovare da 2200 fino a 2800 m s.l.m.; frequentano quindi i seguenti piani vegetazionali: subalpino e alpino.

### Fitosociologia
Dal punto di vista fitosociologico la specie di questa voce appartiene alla seguente comunità vegetale:
Formazione: comunità delle fessure, delle rupi e dei ghiaioni
Classe: Thlaspietea rotundifolii
Ordine: Arabidetalia caeruleae

## Tassonomia
Il genere Ranunculus è un gruppo molto numeroso di piante comprendente oltre 400 specie originarie delle zone temperate e fredde del globo, delle quali quasi un centinaio appartengono alla flora spontanea italiana. La famiglia delle Ranunculaceae invece comprende oltre 2500 specie distribuite su 58 generi. 

Le specie spontanee della nostra flora sono suddivise in tre sezioni (suddivisione a carattere pratico in uso presso gli orticoltori organizzata in base al colore della corolla): Xanthoranunculus – Batrachium – Leucoranunculus. La specie Ranunculus alpestris appartiene alla terza sezione (Leucoranunculus) caratterizzata dall'avere i peduncoli fruttiferi diritti, acheni lisci, piante a portamento eretto con petali bianchi.

Un'altra suddivisione, che prende in considerazione caratteristiche morfologiche ed anatomiche più consistenti (ma fondamentalmente simili), è quella che divide il genere in due sottogeneri (o subgeneri), assegnando il Ranunculus alpestris al subgenere Ranunculus, caratterizzato da piante con fusti eretti (e quindi forniti di tessuti di sostegno), peduncoli dell'infiorescenza eretti alla fruttificazione, lamina fogliare ben sviluppata e petali bianchi (l'altro subgenere Batrachium è dedicato soprattutto alle specie acquatiche).

Il numero cromosomico di R. alpestris è: 2n = 16.

### Variabilità
La variabilità di questa specie si manifesta soprattutto nella profondità dell'incisione dei lobi fogliari.

Nell'elenco che segue sono indicate alcune sottospecie e varietà (l'elenco può non essere completo e alcuni nominativi sono considerati da altri autori dei sinonimi della specie principale o anche di altre specie):
- Ranunculus alpestris subsp. traunfellneri (Hoppe) P.Fourn. (1936) (sinonimo = Ranunculus traunfellneri Hoppe (1826)): pianta di dimensioni minori (5 – 10 cm massimo); foglie maggiormente carnose con divisioni profonde e lobi molto arrotondati; è un'entità endemica delle Alpi sud-orientali (Carnia, Slovenia, Carinzia e Alpi Dinariche).
- Ranunculus alpestris var. hausmanni D.Torre & Sarnth.: la profondità di divisione delle foglie in segmenti raggiunge la base della lamina. Distribuzione: probabilmente nel Trentino e nella Carnia.

Altre varietà non presenti in Italia
- Ranunculus alpestris subsp. leroyi M.Laínz (1982)
- Ranunculus alpestris var. ambiguus Brügger ex Rouy & Foucaud in Rouy (1893)

### Ibridi
Con la specie Ranunuculus glacialis L. (1753) la pianta di questa voce forma il seguente ibrido interspecifico:
- Ranunculus × gelidus Hoffmanns. ex Reichenb. (1832)

### Sinonimi
La specie di questa voce ha avuto nel tempo diverse nomenclature. L'elenco che segue indica alcuni tra i sinonimi più frequenti:
- Ranunculus caballeroi Losa & P.Monts.

### Specie simili
Nelle zone alpine diverse specie di ranuncoli possono essere confuse le une con le altre; eccone alcune:
- Ranunculus bilobo Bertol. (1858) – Ranuncolo bilobo: le foglie sono intere e i petali sono cuoriformi e bilobati; si trova nelle province di BG BS TN.
- Ranunculus crenatus Waldst. (1779) – Ranuncolo crenato: le foglie sono intere e il bordo dei petali è crenulato; si trova in Stiria (Austria).
- Ranunculus glacialis L. (1753) – Ranuncolo dei ghiacciai: l'apparato fogliare è ridotto al minimo; è comune su tutte le Alpi ma a quote piuttosto alte.
- Ranunculus kuepferi Greuter & Burdet (1987) – Ranuncolo di Kupfer: le foglie sono strette e lineari; sulle Alpi è comune.
- Ranunculus parnassiifolius L. - Ranuncolo con foglie di Parnassia: le foglie sono intere e ovali; si trova nelle Alpi centrali.
- Ranunculus seguieri Vill. - Ranuncolo di Seguier: i lobi delle foglie sono piuttosto stretti e l'aspetto è argenteo; si trova nelle Alpi centrali e orientali.

## Usi

### Farmacia
Queste piante contengono l'anemonina; una sostanza particolarmente tossica per animali e uomini. Infatti gli erbivori brucano le foglie di queste piante con molta difficoltà e solamente dopo una buona essiccazione (erba affienata) che fa evaporare le sostanze più pericolose. Anche le api evitano di bottinare il nettare dei “ranuncoli”. Sulla pelle umana queste piante possono creare delle vesciche (dermatite); mentre sulla bocca possono provocare intenso dolore e bruciore alle mucose.

### Giardinaggio
Sono piante rustiche di facile impianto per cui spesso sono coltivate nei giardini rustici o anche alpini.